# ГДР на Универсиадах
ГДР принимала участие в Универсиадах начиная с летней Универсиады 1970 года в Турине и до летней Универсиады 1989 года в Дуйсбурге включительно. На зимних Универсиадах спортивная делегация ГДР участвовала начиная с Универсиады 1987 года в Штрбске Плесо и до Универсиады 1989 года в Софии включительно.
Спортсмены ГДР на всех Универсиадах завоевали в сумме 83 медали, из них 29 золотых.
После объединения Германии в 1990 спортсмены, ранее выступавшие за ГДР, вместе со спортсменами из бывшей ФРГ стали выступать за команду Германии.

## Медальный зачёт

### Медали на летних Универсиадах
| Универсиады   | Золото         | Серебро        | Бронза         | Всего          | Место          |
| ------------- | -------------- | -------------- | -------------- | -------------- | -------------- |
| 1970 Турин    | 8              | 3              | 4              | 15             | 3              |
| 1973 Москва   | 1              | 3              | 8              | 12             | 14             |
| 1975 Рим      | не участвовали | не участвовали | не участвовали | не участвовали | не участвовали |
| 1977 София    | 0              | 3              | 3              | 6              | 20             |
| 1979 Мехико   | 6              | 4              | 4              | 14             | 4              |
| 1981 Бухарест | 4              | 6              | 1              | 11             | 6              |
| 1983, 1985    | не участвовали | не участвовали | не участвовали | не участвовали | не участвовали |
| 1987 Загреб   | 6              | 4              | 5              | 15             | 7              |
| 1989 Дуйсбург | 1              | 1              | 2              | 4              | 12             |
| Всего         | 26             | 24             | 27             | 77             |                |

### Медали на зимних Универсиадах
| Универсиады        | Золото | Серебро | Бронза | Всего | Место |
| ------------------ | ------ | ------- | ------ | ----- | ----- |
| 1987 Штрбске Плесо | 0      | 1       | 2      | 3     | 7     |
| 1989 София         | 3      | 0       | 0      | 3     | 6     |
| Всего              | 3      | 1       | 2      | 6     |       |